# Dołgie (powiat drawski)
Dołgie (niem. Dolgen) – wieś sołecka w Polsce położona w województwie zachodniopomorskim, w powiecie drawskim, w gminie Drawsko Pomorskie. W roku 2007 wieś liczyła 149 mieszkańców, a 31 grudnia 2017 144.
Wieś wchodząca w skład sołectwa: Grzybno.
Osady wchodzące w skład sołectwa: Kosobądz, Węglin.

## Historia
W XIV wieku własność rodziny von Born. 5 marca 1945 wieś zajęta przez 2. i 3. pułk piechoty ze składu polskiej 1. Dywizji Piechoty. Pułkami tymi dowodzili płk Wiktor Sienicki i Aleksander Archipowicz. Do 1954 w gminie Rydzewo, następnie do 1 stycznia 1958 należało i było siedzibą gromady Dołgie, po likwidacji gromady w gromadzie Rydzewo. W latach 1975–1998 miejscowość administracyjnie należała do województwa koszalińskiego. Do 31 grudnia 2018 wieś należała do zlikwidowanej gminy Ostrowice. 5 lipca 2018 mieszkańcy sołectwa w konsultacjach społecznych jednomyślnie (13 osób) poparli projekt zniesienia gminy Ostrowice.

## Geografia
Wieś leży ok. 7 km na południowy zachód od Ostrowic, nad jeziorem Kamień, w pobliżu drogi wojewódzkiej nr 173.

## Zabytki
Do wojewódzkiego rejestru zabytków wpisane są:
- kościół pw. św. Jana Chrzciciela, szachulcowy, zbudowany w l. 1614-1645. Kościół filialny, rzymskokatolicki należący do parafii pw. św. Stanisława w Zarańsku, dekanatu Drawsko Pomorskie, diecezji koszalińsko-kołobrzeskiej, metropolii szczecińsko-kamieńskiej. Obiekt szachulcowy, salowy, na planie wydłużonego ośmioboku; od zachodu czworoboczna wieża wtopiona w fasadę; hełm baniasty z latarnią, nad latarnią hełm cebulasty i chorągiewka wietrzna z datą 1701. Ołtarz gł. barokowy z XVIII wieku; neogotycki metalowy krucyfiks z 2 poł. XIX wieku. Po II wojnie światowej nieużywany, poświęcony dopiero w 1969[9]. W 2017 zamknięty z powodu złego stanu technicznego[10].
- park dworski z drugiej połowy XIX wieku, pozostałość po dworze
- zabytkowy cmentarz z wartościowym drzewostanem, założony w XIX wieku[11].